# Онлајн-игра
Онлајн-игра (енгл. online game) јест видео-игра преко неког облика рачунарске мреже. Мрежа је обично Интернет или еквивалентна технологија. Игре су раније користле низ других технологија: модеме пре Интернета, и тврде жичане терминале пре модема. Експанзија онлајн-игара одражава свеукупно ширење рачунарских мрежа од малих локалних мрежа ка Интернету и раст самог приступа Интернету. онлајн-игре могу да варирају од једноставних текстуалних, до сложених графичких виртуелних светова, са великим бројем играча. Многе онлајн-игре су повезане са онлајн заједницама, што онлајн-игре чини обликом друштвене делатности једног играча ван игре.

## Дефиниција
"Онлајн-играње је технологија, а не жанр, механизам за повезивање играча, а не посебан образац играња". Онлајн-игре се играју преко неког облика рачунарске мреже, обично Интернета. Једна од предности онлајн-игре јесте могућност повезивања мноштва играча, мада су игре са једним играчем исто тако уобичајене. Друга предност је бесплатан приступ знатном броју онлајн-игара. Такође треба напоменути да су велики број игара доступан мноштву различитих врсте играча.

## Играње уз помоћ конзоле
„Xbox live“ је покренут у 2002. У почетку су конзоле користиле само функцију која се зове системска веза, у којој играчи могу да повежу две конзоле помоћу кабла, или више конзола преко рутера. Уз оригинални „Xbox“ Мајкрософт је лансирао „Xbox live“, омогућавајући заједничку игру преко Интернета. Слична функција постоји на Плејстејшн тројци у облику „PlayStation Network“, а „Wii“ такође подржава ограничено онлајн-играње.
Нитендо је дошао са новом мрежом под називом „Nintendo Network“, а она сада у потпуности подржава онлајн-играње са конзолом „Wii U“.

## Управљање онлајн-игром
Онлајн гејмери морају пристати на лиценцни уговор крајњег корисника (EULA) при првој инсталацији игре или ажурирања. EULA је правни уговор између произвођача или дистрибутера и крајњег корисника апликације или софтвера, који треба да спречи копирање, ширење или хаковање програма. Последице кршења уговора варирају у зависности од уговора. Играчима могу бити изречена упозорења или директна суспензија без упозорења. У тродимензионалном имерзивном свету Second Life, где кршење уговора доводи до упозорења играча, суспензије и прекида у зависности од прекршаја.

Тамо где онлајн-игре подржавају функцију унутрашњег чета, није неуобичајено наићи на говора мржње, сексуално узнемиравање и сајбер-булинг. Играч, програмери, компаније које се баве играма и професионални посматрачи расправљају и развијају алате који спречавају асоцијално понашање. Понекад су присутни и модератори који покушавају да спрече асоцијално понашање. Важно је предузети мере предострожности и одабрати само проверене услуге које сарађују са водећим програмерима и гарантују сигурност. Све зато што онлајн-игре често укључују противправно понашање у стварном животу, као што су превара, финансијски злочини, упад у приватност и други проблеми.  
Недавни развој у управљању играма захтева да све видео игре (укључујући онлајн-игре) имају оцену оцене. Добровољни систем рангирања је креиран од стране Одбора за оцењивање забавног софтвера (ESRB). Скала може варирати од „E“ (означава „Everyone“), што подразумева игре погодне за децу и одрасле, до „M“ (означава „Mature“), што препоручује игре које су ограничене на старост старију од 17 година. Неке очигледне онлајн-игре могу имати оцену „AO“ (означава „Adult Only“), што значи игре чији је садржај погодан само за одрасле старије од 18 година. Поред тога, онлајн-игре такође морају имати обавештење ESRB-а, које упозорава да „све онлајн-интеракције нису оцењене од стране ESRB-а“.